# 476
| 476                |
| ------------------ |
| Dødsfald - Fødsler |
|                    |

| Gregoriansk kalender | 476 CDLXXVI             |
| Ab urbe condita      | 1229                    |
| Armensk kalender     | I/T                     |
| Kinesiske kalender   | 3172 – 3173 乙卯 – 丙辰 |
| Etiopisk kalender    | 468 – 469               |
| Jødisk kalender      | 4236 – 4237             |
| Hindukalendere       |                         |
| - Vikram Samvat      | 531 – 532               |
| - Shaka Samvat       | 398 – 399               |
| - Kali Yuga          | 3577 – 3578             |
| Iransk kalender      | 146 BP – 145 BP         |
| Islamisk kalender    | 151 BH – 150 BH         |

## Begivenheder
- 4. september - Den sidste vestromerske kejser, Romulus Augustus bliver afsat af Odoaker.
- Det Vestromerske Kejserdømme bliver underlagt det Østromerske Kejserdømme, med Konstantinopel som hovedstad.

## Dødsfald

### August
- 28. august – Flavius Orestes, romersk politiker.

- Wikimedia Commons har flere filer relateret til 476

| År | Spire Denne artikel om et år, årti, århundrede eller årtusinde er en spire som bør udbygges. Du er velkommen til at hjælpe Wikipedia ved at udvide den. |